# 29802 Rikhavshah
29802 Rikhavshah è un asteroide della fascia principale. Scoperto nel 1999, presenta un'orbita caratterizzata da un semiasse maggiore pari a 2,7245515 UA e da un'eccentricità di 0,0342402, inclinata di 6,76748° rispetto all'eclittica.